# Casa Singer din Fabric
Casa Singer este un imobil istoric situat pe Bulevardul 3 August 1919, nr. 17, în cartierul Fabric din Timișoara.
Face parte din Situl urban „Fabric” (II), monument istoric cod LMI TM-II-s-B-06097.

## Istorie
Imobilul a fost construit in secolul al XIX-lea, cel mai probabil în a doua jumatate, după ridicarea interdicției de construire pe terenul esplanadei Cetății din 1868. În perioada interbelică, conform memoriilor lui Annie Hammer, cladirea ar fi fost proprietarea unei familii de evrei.
Conform plăci comemorative prezentă pe clădire, aici a locuit și și-a defășurat activitatea poetul, traducătorul și ziaristul Petru Sfetca (n. 22 noiembrie 1919, Lipova - d. 12 noiembrie 1987, București).